# Viscosa

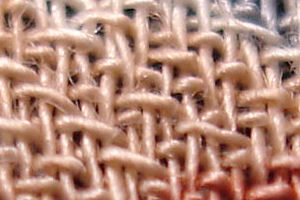
Una muestra de una falda de rayon tomada con un lente especial.

La viscosa es un líquido orgánico viscoso usado en la fabricación del rayón y el celofán. El rayón  es una fibra sintética, fabricada a partir de fuentes naturales de celulosa regenerada, tales como madera y productos agrícolas. Esta tiene la misma estructura molecular de la celulosa. Viscosa puede referirse a:
- Una solución viscosa de celulosa.
- Un sinónimo de rayón.
- Un término específico para la viscosa-rayón: rayón fabricado usando el proceso de viscosa.

El propio rayón, en Europa, fue denominado viscosa. La celulosa, procedente de fibras de madera o de algodón, se trata con hidróxido de sodio, y luego se mezcla con disulfuro de carbono para formar xantato de celulosa, que se disuelve luego en más hidróxido de sodio. La viscosa resultante se extruye en un baño ácido o bien a través de una ranura para hacer celofán, o a través de un pequeño orificio para fabricar rayón (al que a veces se lo llama también viscosa). El ácido vuelve a convertir la viscosa en celulosa.

La celulosa se trata con un álcali y disulfuro de carbono para formar viscosa.

La viscosa fue creada en Échirolles (Isère, Francia) en el año 1884 por el científico e industrial francés Hilaire de Chardonnet (1838-1924), inventor de la primera fibra textil artificial («seda artificial»). El proceso de fabricación fue luego patentado por tres científicos británicos, Charles Frederick Cross, Edward John Bevan y Clayton Beadle, en 1891.

## Aplicaciones industriales
El primer uso de la viscosa fue para el recubrimiento de telas, para el cual resultó bastante apropiada. Sin embargo, cuando Cross y sus colegas intentaron hacer objetos sólidos tales como mangos de paraguas, encontraron que era demasiado frágil.
El subsiguiente desarrollo de la tecnología de la viscosa llevó a la producción de hilos para bordados y decoración. Finalmente, con la incorporación de Samuel Courtauld & Co. al negocio en 1904, la fabricación de viscosa se volvió importante. En las décadas de 1920 y 1930 ya había reemplazado casi completamente el uso tradicional del algodón para la fabricación de medias y ropa interior femenina. En Europa y los Estados Unidos ocurrieron cambios similares. También era usada para forros y recubrimientos, como material estructural para toallas y manteles, y en forma de hilos de alta tenacidad para usarse en cubiertas para ruedas de automóviles. Otros usos fueron la fabricación de esponjas y trapos absorbentes.
La fabricación de películas de viscosa fue intentada por Cross en la década de 1890, pero el éxito lo consiguió finalmente el químico suizo Jacques Brandenberger trabajando en Suiza y Francia. Hacia 1913 la empresa francesa Comptoir des Textiles Artificiels (C.T.A.) fundó La Cellophane SA. Branderberger vendió sus patentes a La Cellophane y se unió a la misma. Diez años después DuPont Cellophane Co. se estableció en los Estados Unidos y en 1935 British Cellophane Ltd se estableció en Bridgwater, Somerset. A principios de los años 1940 se estableció en España, en Burgos, con el nombre de La Cellophane Española S.A. La empresa fue inaugurada oficialmente en 1949.
El uso de la viscosa se volvió cada vez menos común, debido a los efectos contaminantes del disulfuro de carbono y de otros subproductos del proceso, lo que ha forzado el cierre de la fábrica de Bridgwater en el año 2005.